# TrES-1 b
TrES-1 b — экзопланета, газовый гигант (горячий юпитер), вращающийся вокруг звезды спектрального класса K0V GSC 02652-01324. Открыт транзитным методом в рамках проекта Трансатлантический экзопланетный обзор в 2004 году. Температура поверхности (1060 K) была рассчитана на основе исследования вторичных затмений при помощи космического телескопа «Спитцер». Наряду с HD 209458 b, стала одной из первых экзопланет, для которых удалось заметить следы атмосферы.